# معادله ولاسوف
معادله ولاسوف، معادله‌ای دیفرانسیلی است که تحول زمانی تابع توزیع پلاسما را، شامل ذراتی باردار که در فواصل طولانی با هم اندرکنش دارند، نشان می‌دهد، مانند قانون کولن. این معادله نخستین بار توسط آناتولی ولاسوف در ۱۹۳۸ برای توصیف پلاسما پیشنهاد شد، که بعدها با بررسی‌های بیشتر توسط خود او کامل‌تر شد.
مشکلات روش انرژی جنبشی:
در ابتدا ولاسوف استدلال کرد که اگر انرژی جنبشی بر اساس معادله بولتزمن را برای توصیف پلاسما با اندرکنش دوربرد کولنی به کار بریم با مشکل مواجه می‌شویم. برای مثال وقتی که دینامیک پلاسما با انرژی جنبشی بین برخورد دو ذره توصیف شود، مسائل زیر پیش می‌آیند:
1. تئوری برخورد دو ذره با کشفیات ریلی، ایروینگ لانگمویر و لویی تونکس دربارهٔ ارتعاشات طبیعی الکترون در پلاسما ناهم‌خوانی دارد.
2. تئوری برخورد دو ذره برای اندرکنش‌های کولنی به دلیل تباین جملات مربوط به انرژی جنبشی، مناسب نیست.
3. تئوری برخورد بین دو ذره نمی‌تواند آزمایش‌های هریسون مرلی و هورالد وب را دربارهٔ پراکندگی غیرعادی الکترون در پلاسما گازی توضیح دهد.

ولاسوف گمان می‌کرد که این مشکلات ناشی از پارامترهای دوربرد اندرکنش‌های کولنی هستند. او با حل معادله غیربرخوردی بولتزمن در مختصات تعمیم یافته شروع کرد:
۰={\displaystyle {\frac {\mathrm {d} f(r,p,t)}{\mathrm {d} t}}}
با حل معادله ریفرانسیلی با مشتق پاره‌ای:
{\displaystyle {\frac {\partial f}{\partial r}}}{\displaystyle \cdot }{\displaystyle {\frac {\partial r}{\partial t}}}
و تعمیم آن به پلاسما، منجر به دستگاه معادلات زیر می‌شود. در این‌جا f تابع توزیع عمومی ذرات با تکانه p در مختصات r و زمان داده شده t است.
دستگاه معادلات ولاسوف-ماکسول (برحسب گوس)
ولاسوف به جای توضیح برهمکنش‌های ذرات باردار پلاسما بر پایه انرژی جنبشی برخوردی، از ترکیب میدان‌های ایجاد شده توسط ذرات باردار به همراه توابع توزیع الکترون‌ها {\displaystyle f_{e}(r,p,t)}و یون‌ها {\displaystyle f_{i}(r,p,t)} استفاده کرد.
تابع توزیع {\displaystyle f_{\alpha }({\mathbf {r} },{\mathbf {p} },t)} برای گونه‌های α، تعداد ذره‌های گونه‌های α که تکانه تقریبی P را در حوالی نقطه r در زمان t دارند، نشان می‌دهد. برای توصیف مولفه‌های باردار پلاسما به جای معادله بولتزمن، دستگاه معادلات ارائه می‌شود:
{\displaystyle {\displaystyle {\begin{aligned}{\frac {\partial f_{e}}{\partial t}}+\mathbf {v} _{e}\cdot \nabla f_{e}&-e\left(\mathbf {E} +{\frac {\mathbf {v_{e}} }{c}}\times \mathbf {B} \right)\cdot {\frac {\partial f_{e}}{\partial \mathbf {p} }}=0\\{\frac {\partial f_{i}}{\partial t}}+\mathbf {v} _{i}\cdot \nabla f_{i}&+Z_{i}e\left(\mathbf {E} +{\frac {\mathbf {v_{i}} }{c}}\times \mathbf {B} \right)\cdot {\frac {\partial f_{i}}{\partial \mathbf {p} }}=0\\\nabla \times \mathbf {B} &={\frac {4\pi \mathbf {j} }{c}}+{\frac {1}{c}}{\frac {\partial \mathbf {E} }{\partial t}}\\\nabla \times \mathbf {E} &=-{\frac {1}{c}}{\frac {\partial \mathbf {B} }{\partial t}}\\\nabla \cdot \mathbf {E} &=4\pi \rho \\\nabla \cdot \mathbf {B} &=0\\\end{aligned}}}}
{\displaystyle \rho =e\int (Z_{i}f_{i}-f_{e})d^{3}p,\quad {\mathbf {j} }=e\int (Z_{i}f_{i}{\mathbf {v} }_{i}-f_{e}{\mathbf {v} }_{e})d^{3}p,\quad {\mathbf {v} }_{\alpha }={\frac {\frac {\mathbf {p} }{m_{\alpha }}}{\left(1+{\frac {p^{2}}{(m_{\alpha }c)^{2}}}\right)^{1/2}}}}
که در اینجا e بار الکترون، c سرعت نور، {\displaystyle m_{i}} جرم یون، ریاضی بیان‌گر میدان الکترومغناطیسی ایجاد شده در نقطهٔ r و و در لحظه t توسط کل ذرات پلاسماست. تفاوت اصلی این دستگاه معادلات با معادلات حاکم بر ذراتی که در میدان الکترومغناطیسی خارجی هستند در این است که به شکل پیچیده‌ای به تابع توزیع الکترون ها{\displaystyle f_{e}(r,p,t)} و یون‌ها{\displaystyle f_{i}(r,p,t)} بستگی دارد.
معادلات ولاسوف-پواسون:
معادلات ولاسوف-پواسون تقریبی از معادلات ولاسوف-ماکسول در نبود میدان مغناطیسی و حالت غیرنسبیتی هستند:
{\displaystyle {\displaystyle {\frac {\partial f_{\alpha }}{\partial t}}+\mathbf {v} _{\alpha }\cdot {\frac {\partial f_{\alpha }}{\partial \mathbf {x} }}+{\frac {q_{\alpha }\mathbf {E} }{m_{\alpha }}}\cdot {\frac {\partial f_{\alpha }}{\partial \mathbf {v} }}=0,}}
و معادله پواسون برای میدان الکتریکی مستقل:
{\displaystyle {\displaystyle \nabla ^{2}\phi +\rho =0.}}
که در اینجا qα بار الکتریکی ذرات، mα جرم ذرات، {\displaystyle {\displaystyle \mathbf {E} (\mathbf {x} ,t)}} میدان الکتریکی مستقل، {\displaystyle {\displaystyle \phi (\mathbf {x} ,t)}} پتانسیل الکتریکی مستقل و ρ چگالی بار الکتریکی است.
معادلات ولاسوف-پواسون برای توضیح پدیده‌های مختلفی در پلاسما به خصوص جذب لانداو و توزیع در یک پلاسما دو لایه‌ای که غیرماکسولی هستند و در نتیجه از مدل سیالی پیروی نمی‌کنند، استفاده می‌شود.
معادلات تکانه:
در توصیف سیالی پلاسما (مدل‌های پلاسما و مگنتوهیدرودینامیک را ببینید(MHD)) اگر توزیع سرعت را در نظر نگیریم، {\displaystyle {\displaystyle f(\mathbf {r} ,\mathbf {v} ,t)}} را می‌توانیم جایگزین چگالی تعداد n، سرعت جریان u و فشار p کینم. این متغیرها فقط تابع مکان و زمان هستند، که بدین معنی است بخشی از اطلاعات نادیده گرفته می‌شوند. در نظریه چند سیالی، گونه‌های مختلف ذرات مانند سیال‌هایی متفاوت با فشارها، چگالی‌ها و سرعت‌های جریان مختلف در نظر گرفته می‌شوند که معادلات حاکم بر پلاسما معادلات لحظه ای یا سیالی نامیده می‌شوند.
در زیر دو معادله ای که بیشترین استفاده را دارند، در سیستم SI آورده شده‌اند:

## معادلات پیوستگی
معادله پیوستگی چگونگی تغییر چگالی با زمان را توصیف می‌کند و با انتگرال‌گیری از معادله ولاسوف در کل فضای سرعت به‌دست می‌آید:
{\displaystyle {\displaystyle \int {\frac {\mathrm {d} }{\mathrm {d} t}}fd^{3}v=\int \left({\frac {\partial }{\partial t}}f+(\mathbf {v} \cdot \nabla _{r})f+\nabla _{v}\cdot (\mathbf {a} f)\right)d^{3}v=0}}
پس از محاسبات، بدین شکل پایان می‌یابد:
{\displaystyle {\displaystyle {\frac {\partial }{\partial t}}n+\nabla \cdot (n\mathbf {u} )=0.}}
مرتبهٔ اول چگالی تعداد n، چگالی تکانه nu بدین شکل به‌دست می‌آیند:
{\displaystyle {\displaystyle n=\int fd^{3}v}}
{\displaystyle {\displaystyle n\mathbf {u} =\int \mathbf {v} fd^{3}v}}
معادلات تکانه:
نرخ تغییر چگالی ذره با معادلات لورنتس داده می‌شود:
{\displaystyle {\displaystyle m{\frac {\mathrm {d} \mathbf {v} }{\mathrm {d} t}}=q(\mathbf {E} +\mathbf {v} \times \mathbf {B} )}}
با استفاده از این معادله و معادله ولاسوف، معادله تکانه برای هر سیال به‌دست می‌آید:
{\displaystyle {\displaystyle mn{\frac {\mathrm {D} }{\mathrm {D} t}}\mathbf {u} =-\nabla \cdot {\mathcal {P}}+qn\mathbf {E} +qn\mathbf {u} \times \mathbf {B} }}
که {\displaystyle {\displaystyle {\mathcal {P}}}} فشار تانسوری است. مشتق کامل به این صورت است:
{\displaystyle {\displaystyle {\frac {\mathrm {D} }{\mathrm {D} t}}={\frac {\partial }{\partial t}}+\mathbf {u} \cdot \nabla .}}
که فشار تانسوری از حاصل ضرب جرم ذره در ماتریس کوواریانس سرعت تعریف می‌شود:
{\displaystyle {\displaystyle p_{ij}=m\int (v_{i}-u_{i})(v_{j}-u_{j})fd^{3}v.}}
تقریب یخ‌زذه
همانند MHD، پلاسما را می‌توانیم مانند خطوط میدان مغناطیسی در نظر بگیریم، انگار که خطوط میدان مغناطیسی به پلاسما فریز شده‌اند. شرایط فریز شدن را با معادلات ولاسوف می‌توان به‌دست آورد.
در اینجا T, L و V را به ترتیب به عنوان زمان، فاصله و سرعت در نظر می‌گیریم، که نشان دهنده بزرگی پارامترهای مختلف هستند و باعث تغییرات بزرگی در f می‌شوند. منظور از بزرگ این است:
{\displaystyle {\displaystyle {\frac {\partial f}{\partial t}}T\sim f\quad \left|{\frac {\partial f}{\partial \mathbf {r} }}\right|L\sim f\quad \left|{\frac {\partial f}{\partial \mathbf {v} }}\right|V\sim f.}}
سپس می‌نویسیم:
{\displaystyle {\displaystyle t^{\prime }={\frac {t}{T}}\quad \mathbf {r} ^{\prime }={\frac {\mathbf {r} }{L}}\quad \mathbf {v} ^{\prime }={\frac {\mathbf {v} }{V}}.}}
حالا معادله ولاسوف بدین شکل در می‌آید:
{\displaystyle {\displaystyle {\frac {1}{T}}{\frac {\partial f}{\partial t^{\prime }}}+{\frac {V}{L}}\mathbf {v} ^{\prime }\cdot {\frac {\partial f}{\partial \mathbf {r} ^{\prime }}}+{\frac {q}{mV}}(\mathbf {E} +V\mathbf {v} ^{\prime }\times \mathbf {B} )\cdot {\frac {\partial f}{\partial \mathbf {v} ^{\prime }}}=0.}}
تاکنون هیچ تقریبی نزده‌ایم. برای ادامه {\displaystyle {\displaystyle V=R\omega _{g}}} که {\displaystyle {\displaystyle \omega _{g}=qB/m}} فرکانس لارمور و R ژیرورادیوس است. با جدا کردن ωg به‌دست می‌آوریم:
{\displaystyle {\displaystyle {\frac {1}{\omega _{g}T}}{\frac {\partial f}{\partial t^{\prime }}}+{\frac {R}{L}}\mathbf {v} ^{\prime }\cdot {\frac {\partial f}{\partial \mathbf {r} ^{\prime }}}+\left({\frac {\mathbf {E} }{VB}}+\mathbf {v} ^{\prime }\times {\frac {\mathbf {B} }{B}}\right)\cdot {\frac {\partial f}{\partial \mathbf {v} ^{\prime }}}=0}}
اگر {\displaystyle {\displaystyle 1/\omega _{g}\ll T}} و {\displaystyle {\displaystyle R\ll L}}، باشند، دو جملهٔ اول خیلی کمتر از {\displaystyle {\displaystyle f}} خواهند بود، بطوریکه {\displaystyle {\displaystyle \partial f/\partial t^{\prime }\sim f,v^{\prime }\lesssim 1}} و {\displaystyle {\displaystyle \partial f/\partial \mathbf {r} ^{\prime }\sim f}} از آن‌جایی که آخرین جمله از مرتبه f است، می‌توانیم از دو جمله اول صرف نظر کرده و بنویسیم:
{\displaystyle {\displaystyle \left({\frac {\mathbf {E} }{VB}}+\mathbf {v} ^{\prime }\times {\frac {\mathbf {B} }{B}}\right)\cdot {\frac {\partial f}{\partial \mathbf {v} ^{\prime }}}\approx 0\Rightarrow (\mathbf {E} +\mathbf {v} \times \mathbf {B} )\cdot {\frac {\partial f}{\partial \mathbf {v} }}\approx 0}}
که این معادله را می‌توانیم در دو راستای عمودی و موازی تجزیه کنیم:
{\displaystyle {\displaystyle \mathbf {E} _{\|}{\frac {\partial f}{\partial \mathbf {v} _{\|}}}+(\mathbf {E} _{\perp }+\mathbf {v} \times \mathbf {B} )\cdot {\frac {\partial f}{\partial \mathbf {v} _{\perp }}}\approx 0}}
مرحله بعدی این است که بنویسیم {\displaystyle {\displaystyle \mathbf {v} =\mathbf {v} _{0}+\Delta \mathbf {v} }}، جایی که:
{\displaystyle {\displaystyle \mathbf {v} _{0}\times \mathbf {B} =-\mathbf {E} _{\perp }}}
در ادامه می‌بینیم که چرا این تقریب را به کار بردیم. با این جایگذاری‌ها:
{\displaystyle {\displaystyle \mathbf {E} _{\|}{\frac {\partial f}{\partial \mathbf {v} _{\|}}}+(\Delta \mathbf {v} _{\perp }\times \mathbf {B} )\cdot {\frac {\partial f}{\partial \mathbf {v} _{\perp }}}\approx 0}}
اگر مولفه موازی میدان الکتریکی کوچک باشد:
{\displaystyle {\displaystyle (\Delta \mathbf {v} _{\perp }\times \mathbf {B} )\cdot {\frac {\partial f}{\partial \mathbf {v} _{\perp }}}\approx 0}}
این معادله نشان می‌دهد که توزیع ژیروتروپیک است. سرعت متوسط توزیع ژیروتروپیک صفر است، بنابراین {\displaystyle {\displaystyle \mathbf {v} _{0}}} با سرعت متوسط u برابر است و داریم:
{\displaystyle {\displaystyle \mathbf {E} +\mathbf {u} \times \mathbf {B} \approx 0}}
به‌طور خلاصه دوره تناوب و شعاع لارمور باید خیلی کوچک‌تر از زمان‌ها و طول‌های معمولی که منجر به تغییرات بزرگ در تابع توزیع می‌شوند، باشند. شعاع لارمور معمولاً از جایگذاری V با سرعت حرارتی تخمین زده می‌شود. شرایط فریز شدن باید به صورت جداگانه برای هر گونه از ذرات بررسی شود، چون الکترون‌ها شعاع و دوره تناوب لارمور کوچک‌تری نسبت به یون‌ها دارند.